# Renta diferencial y renta absoluta
Renta diferencial y renta absoluta de la tierra son dos conceptos utilizados por Karl Marx en el tercer tomo de El capital para explicar cómo operaría el modo de producción capitalista en la producción agrícola, bajo la condición de que la mayor parte de la tierra agrícola era propiedad de una clase social de terratenientes que obtenían rentas de quienes cultivaban la tierra. El trabajo agrícola podría ser realizado por el propio propietario, el inquilino del propietario o por trabajadores agrícolas contratados. Marx considera que la renta como categoría económica es una forma de plusvalía, al igual que los ingresos netos por intereses, los impuestos netos a la producción y las ganancias industriales.

## Objetivo de la teoría
En buena parte, la teoría de Marx es una crítica a Ley de la renta de David Ricardo, y examina con ejemplos numéricos detallados cómo la rentabilidad relativa de las inversiones de capital en la agricultura se ve afectada por la productividad, la fertilidad y la ubicación de las tierras agrícolas. así como por gastos de capital en mejoras de tierras. Ricardo conceptualizó el ingreso por renta esencialmente como un ingreso "no ganado" que excede los verdaderos costos de producción, y analizó cómo algunos propietarios de granjas podían obtener esa ganancia adicional debido a que las condiciones agrícolas eran más favorables que en otros lugares.
Marx pretende mostrar que el capitalismo convierte la agricultura en un negocio como cualquier otro, operado por motivos puramente comerciales; y que las rentas de la tierra de las que se apropian los terratenientes son una carga para la burguesía industrial porque implican un costo de producción adicional y porque elevan los precios de la producción agrícola. Más específicamente, Marx pretendía mostrar cómo la ley del valor gobernaba la agricultura capitalista, al igual que gobernaba la industria capitalista.
La peculiaridad del capitalismo en la agricultura es que el comercio tiene que adaptarse a factores físicos como el clima, la altitud y la calidad de la tierra, la relativa inelasticidad de la oferta agrícola y el impacto de las malas cosechas en los precios internacionales de los productos agrícolas. Sin embargo, con el tiempo la producción de productos agrícolas se reorganiza completamente de acuerdo con el valor de cambio de la producción agrícola: los alimentos se producen entonces principalmente de acuerdo con su valor comercial esperado en el mercado (esto no siempre es completamente cierto, por ejemplo porque puede ser factible cultivar sólo una variedad limitada de cultivos, o criar una variedad limitada de ganado en tierras particulares, o porque no hay un conocimiento perfecto sobre lo que hará el mercado en el futuro, si hay gran volatilidad de precios, incertidumbre climática, etc.).

## Ley del valor
Según Marx, el funcionamiento de la ley del valor y la formación de los precios de producción se modificaron en la agricultura capitalista, porque los precios de la producción agrícola estaban codeterminados por los rendimientos de la tierra y las rentas de propiedad de la tierra de manera bastante independiente de la productividad del trabajo. Por ejemplo, una mala cosecha en una importante región agrícola debido a condiciones climáticas adversas, o a la monopolización de la oferta de tierras agrícolas, podría tener un gran efecto en los precios de los productos agrícolas en el mercado mundial. Marx extiende su teoría de las rentas agrícolas a las rentas de la construcción y de las minas, y considera el efecto de los ingresos por rentas sobre los precios de la tierra.

## Importancia teórica
Esta teoría es la parte menos conocida de los escritos económicos de Marx, y una de las más difíciles, porque los ingresos del trabajo agrícola pueden verse afectados por muchas variables diferentes, incluso en un nivel de análisis muy abstracto. Sin embargo, la teoría se volvió muy importante para los neomarxistas como Ernest Mandel y Cyrus Bina, quienes interpretaron el capitalismo tardío como una forma de capitalismo rentista cada vez más parasitario en el que los capitalistas obtienen ganancias excedentes al monopolizar el acceso a recursos, activos y tecnologías. en condiciones de competencia imperfecta. Escritores marxistas como Cyrus Bina han extendido el concepto de rentas a las rentas petroleras.

## Renta en macroeconomía
Otra posible razón de la relativa oscuridad de la teoría es que en las estadísticas macroeconómicas y cuentas nacionales modernas no se proporcionan datos separados y completos sobre los montos de las rentas de la tierra y las rentas del subsuelo cobradas y obtenidas, porque no se consideran oficialmente parte de valor agregado, por lo que no se incluyen en el cálculo del PIB (excepto el valor de los contratos de arrendamiento productivo). Los datos fiscales sobre las transacciones de tierras no son fiables debido a inconsistencias en la valoración.
El argumento conceptual subyacente en las cuentas nacionales es, en pocas palabras, que dichas rentas no reflejan los ingresos generados por la producción y no están relacionadas con la producción y, en consecuencia, que dichos ingresos no representan una adición neta al valor de la nueva producción. Por lo tanto, implícitamente, muchas rentas de la tierra se tratan como si fueran una transferencia de ingresos. Normalmente, sólo el valor anual de los gastos en mejoras de tierras y el valor de los arrendamientos de equipos productivos se registran como ingresos "productivos" y con valor añadido.
En la teoría de Marx, sin embargo, las rentas de la tierra no reflejan simplemente una renta de propiedad obtenida por la propiedad de un activo, sino que son un elemento real de la plusvalía y, en consecuencia, del producto de valor, en la medida en que esas rentas son un flujo de ganancias. que debe pagarse con el nuevo valor creado por la producción actual de productos primarios en la tierra. Estas rentas son, según Marx, parte de la estructura de costos total de la producción capitalista y un componente del valor de la producción agrícola.

## Formas de renta diferencial de la tierra
Supongamos, por ejemplo, que el precio vigente en el mercado mundial para el trigo de calidad es de aproximadamente 350 dólares EE. UU. por tonelada. Incluso si dos inversores tienen exactamente la misma cantidad de capital para invertir en la producción de trigo, la economía de producir trigo a ese precio será bastante diferente., dependiendo de los rendimientos reales (la productividad) de la tierra que utilizan. La misma cantidad de dinero invertida en la producción de trigo en el área A produce una mayor cosecha de trigo y más ganancias que en el área B, si A es más productiva, fértil, está mejor situada, etc., que B.
Pero no sólo eso: dado un rendimiento por hectárea conocido y un precio conocido por tonelada de trigo, puede resultar económico o antieconómico producir trigo en determinados suelos. Existe una “jerarquía de tipos de suelo” y, si la demanda del mercado y los precios aumentan, se podrá cultivar una mayor parte de la tierra menos productiva (o marginal); si la demanda y los precios caen, se podrá cultivar menos tierra marginal.

### Renta diferencial I
Esa situación es la base de lo que Marx llama "Renta diferencial I". Significa que el inversor que coloca capital para producir trigo en las tierras más productivas obtiene una ganancia o renta extra por su capital en esas tierras. Esta renta, por supuesto, varía según la oferta y la demanda totales de trigo y el precio vigente en el mercado del trigo.
Sin embargo, los ingresos de la producción de trigo también dependerán no sólo de la calidad de la tierra sino del número de hectáreas de cada tipo de suelo que se cultive. Así, la oferta de trigo y su precio, y en consecuencia las rentas obtenidas de su fluctuación, también se verán influenciados, por ejemplo, por si la expansión de la producción de trigo en respuesta a la creciente demanda se produce en suelos mejores o peores.

### Renta diferencial II
Además, la rentabilidad y productividad de la producción de trigo también pueden verse influenciadas por la "cantidad real de capital invertido por acre". Marx llama a esto Renta diferencial II y examina cuál sería el efecto de una agricultura más intensiva en capital cuando el precio de producción permanece estable y cuando cae, mientras varía el rendimiento adicional de las inversiones de capital adicionales.

### Resumen
La teoría de la Renta diferencial I muestra cómo la ganancia extra se transforma en renta al invertir cantidades iguales de capital en diferentes tierras de productividad desigual, mientras que la teoría de la Renta diferencial II se refiere a la diferencia en la rentabilidad resultante de la inversión sucesiva de cantidades desiguales de capital. e intensivamente en diferentes terrenos del mismo tipo. La Renta diferencial II implica la apropiación de plusganancia creada por diferencias temporales en el rendimiento, que se deben a la aplicación de capitales desiguales al mismo tipo de tierras.

## Renta absoluta de la tierra
Para Marx, la renta absoluta de la tierra se explica cómo la renta que los terratenientes pueden extraer porque monopolizan el acceso o la oferta de la tierra. Al analizar aisladamente la renta diferencial, se parte del supuesto de que la tierra peor de todas no devenga renta alguna, pero cuando la clase peor de tierra no puede ser cultivada –aunque su cultivo arrojase el precio de producción– hasta que arroje un remanente sobre este precio de producción, una renta, la propiedad de la tierra actúa como la causa creadora de esta alza del precio. Es la misma propiedad territorial la que engendra la renta absoluta.
Otros han entendido que esta es la renta que surge debido a la diferencia entre los valores de los productos y los precios de producción (capital invertido más ganancia media) en la agricultura debido a una composición orgánica del capital en la agricultura inferior a la media en comparación con la industria.
Polemizando con Piotr Máslov , Lenin afirmaba que "no es cierto que para Marx la renta absoluta se obtenga a merced de la baja composición del capital agrícola. La renta absoluta se obtiene en virtud de la propiedad privada de la tierra. Esta propiedad privada crea un monopolio especial que nada tiene en común con el modo capitalista de producción."
David Ricardo no creía en la existencia de una renta absoluta porque los productos agrícolas se venderían siempre por encima de su valor, pero Marx señala que Ricardo confundió el valor con el precio de producción (confusión que llega hasta Adam Smith). Marx lo expone así:
Supongamos que la composición media de todo el capital no agrícola sea c = 80, v = 20, de modo que el producto (a una tasa de plusvalía del 50 por ciento) = 110, y la tasa de beneficio = 10 por ciento.

Supongamos además que la composición media del capital agrícola sea c = 60 y v = 40. [...] Entonces el producto, con la misma explotación del trabajo que antes, será = 120, y la tasa de beneficio = 20 por ciento. Por consiguiente, si el agricultor vende su producto a su valor, lo vende a 120 y no a 110, que es su precio de costo. Pero, la propiedad de la tierra le impide al agricultor, equivalente de los capitalistas hermanos, ajustar el valor del producto a su precio de costo. La competencia entre los capitales no puede modificar esto. Interviene el terrateniente y extrae la diferencia entre el valor y el precio de costo.

## Fisiocráticas
Otra definición de renta de la tierra o renta absoluta de la tierra se origina en la escuela francesa de economía política del siglo XVIII llamada los fisiócratas. Intentaron aportar un análisis lógico a las cuestiones gubernamentales. Llegaron a la conclusión de que las "rentas de la tierra" deberían ser la fuente de la mayoría o de todos los impuestos. Definieron la renta del terreno como la parte de toda la renta que es atribuible únicamente al tamaño y ubicación de la parcela. Por ejemplo, supongamos que es propietario de una parcela de tierra. Si todo lo que cultivaste o construiste en esa tierra se quemó. . . entonces aún podría arrendarlo por el alquiler del terreno (su valor de ubicación). Los fisiócratas observaron que el propietario no es en modo alguno responsable del aumento del valor "local" de su parcela. Un lugar determinado sólo se vuelve más valioso porque más personas vienen a vivir a su alrededor. Puesto que es la sociedad en su conjunto la que da su valor a la renta de la tierra. . . razonaron que la sociedad debería recuperar parte de ese valor en ingresos fiscales.